# Кун фон Куненфельд, Франц
Франц Кун фон Куненфельд (нем. Franz Kuhn Freiherr von Kuhnenfeld; 15 июля 1817, Проссниц, — 25 мая 1896, Штрассольдо) — австрийский и австро-венгерский военачальник, военный министр Австро-Венгрии в 1868—1874. Фельдмаршал-лейтенант (1866), фельдцейхмейстер (1873). Барон (1852).

## Биография
Сын австрийского офицера, майора Франца фон Куна. С отличием закончил Терезианскую академию, в 1837 году поступил на действительную военную службу. Во время революции 1848—1849 годов участвовал в боевых действиях в Италии и Венгрии, служил в штабе генерал-квартирмейстера. В течение нескольких лет служил начальником штаба 11-го армейского корпуса, расквартированного в Венгрии. В 1852 году возведен в баронское достоинство. В 1853 году получил чин подполковника. С 1856 года — профессор, преподавал стратегию в Венской военной школе. В 1859 году в качестве начальника штаба армии генерала Дьюлаи участвовал в Австро-итало-французской войне.
Во время Австро-прусско итальянской войны 1866 года руководил второстепенным участком фронта в Италии, отличился искусным маневрированием войсками. Получил чин фельдмаршал-лейтенанта.
В январе 1868 года возглавил военное министерство. Осуществлял мероприятия по ликвидации на Балканах традиционной оборонительной системы — «военной границы» на линии соприкосновения с Османской империей. В 1873 году получил чин фельдцейхмейстера.
В 1874 году освобожден от должности военного министра, назначен главнокомандующим войсками в Штирии, Каринтии и Крайне. Во время Франко-прусской войны предлагал выступить на стороне Франции и начать войну против Пруссии. Вместе с эрцгерцогом Рудольфом высказывал мнение о необходимости ликвидации союза с Пруссией, создании наступательного антипрусского союза с Францией и Россией за счет отказа от активной позиции на Балканах (в частности — кондоминиума с Османской империей в Боснии и Герцеговине). В мае 1888 года, после того, как Рудольф сослался на него при обосновании своего видения внешнеполитической линии, Кун неожиданно был отправлен в отставку.
Скончался 25 мая 1896 года от заболевания сердца в своём имении на Австрийской Ривьере.